# Donnersberg (facción)
Donnersberg era el nombre de una facción política, existente desde el 27 de mayo de 1848, de la izquierda radical (democrática) en la Asamblea Nacional de Fráncfort.

## Nombre y cargos políticos
Como ocurre con la mayoría de las facciones de la Asamblea Nacional, el nombre hace referencia al lugar habitual donde se reúnen los parlamentarios. Hasta septiembre de 1848, los miembros del grupo parlamentario de Donnersberg se reunían en el  Holländischen Hof (patio holandés), luego en Donnersberg a orillas del Meno.
La facción de Donnersberg surgió como una escisión de la Izquierda radical de la facción de izquierda Deutscher Hof. Apoyó el camino de la revolución para establecer la democracia y garantizar los derechos civiles. Con este fin, los diputados se agitaron contra la nobleza, la burguesía propietaria y todos los ricos. Exigieron la soberanía popular e imaginaron un modelo de Estado basado en el de EE. UU. Ellos contrarrestaron las ideas de la pequeña Alemania con el derecho de los pueblos a la autodeterminación, que a menudo se interpretó como el derecho de los alemanes a áreas que en algún momento tuvieron una conexión con el Sacro Imperio Romano Germánico o uno de sus Estados miembros. Los representantes de Donnersberg defendieron con vehemencia la integración de Schleswig, Posen, Bohemia, Moravia y las partes italianas de Austria en el estado alemán y propagaron un fuerte nacionalismo.

## Miembros
Sus diputados más conocidos fueron Lorenz Brentano, Carl Damm, Damian Junghanns, Christian Kapp, Joseph Ignatz Peter, Gustav Rée, Arnold Ruge, Friedrich Schüler, Wilhelm Adolph von Trützschler, Maximilian Werner, Hugo Wesendonck y Wilhelm Wolff.
Tras el primer pico de la Revolución de Marzo, la facción de Donnersberg se reunió en noviembre de 1848 con Deutscher Hof y con la parte más radical de la facción de Westendhall y a partir de entonces formó el Centralmärzverein, que no sólo era una facción sino también parte de un movimiento de asociación de izquierda.